# Harahan
Harahan és una població dels Estats Units a l'estat de Louisiana. Segons el cens del 2000 tenia 9.885 habitants.

## Demografia
Segons el cens del 2000, Harahan tenia 9.885 habitants, 3.994 habitatges, i 2.799 famílies. La densitat de població era de 1.937,4 habitants/km².
Dels 3.994 habitatges en un 28,2% hi vivien nens de menys de 18 anys, en un 55,2% hi vivien parelles casades, en un 11,1% dones solteres, i en un 29,9% no eren unitats familiars. En el 25,3% dels habitatges hi vivien persones soles l'11,4% de les quals corresponia a persones de 65 anys o més que vivien soles. El nombre mitjà de persones vivint en cada habitatge era de 2,42 i el nombre mitjà de persones que vivien en cada família era de 2,91.
Per edats la població es repartia de la següent manera: un 20,8% tenia menys de 18 anys, un 6,9% entre 18 i 24, un 28,5% entre 25 i 44, un 24% de 45 a 60 i un 19,8% 65 anys o més.
L'edat mediana era de 41 anys. Per cada 100 dones de 18 o més anys hi havia 86,9 homes.
La renda mediana per habitatge era de 44.702 $ i la renda mediana per família de 55.319 $. Els homes tenien una renda mediana de 37.995 $ mentre que les dones 27.921 $. La renda per capita de la població era de 23.448 $. Entorn del 3,1% de les famílies i el 4,7% de la població estaven per davall del llindar de pobresa.

## Poblacions més properes
El següent diagrama mostra les poblacions més properes.